# Alexandru Averescu
Alexandru Averescu (Ozerne, 9. ožujka 1859. – Bukurešt, 2. listopada 1938.) je bio rumunjski maršal, vojni zapovjednik i političar. Tijekom Prvog svjetskog rata zapovijedao je 2. armijom, dok je nakon završetka rata u dva navrata bio predsjednikom Vlade.

## Rani život i vojna karijera
Alexandru Averescu rođen je 9. ožujka 1859. godine u selu Ozerne u Besarabiji u današnjoj Ukrajini. Sin je Constantina i Casuce Averescu. Najprije se školovao u teološkom sjemeništu u Izmailu, a nakon toga u Školi za umjetnost i obrt u Bukureštu. Godine 1877. s 18 godina prijavljuje se kao dobrovoljac u žandarmeriju u sastavu koje sudjeluje u rumunjskom ratu za nezavisnost. U navedenom ratu je više puta odlikovan, a pred kraj istog premješten je u pričuvu nakon što je zbog posljedica ozeblina pao na liječničkom pregledu. S činom narednika od 1879. godine služi u 3. konjičkom eskadronu u Constanti. Školovanje nastavlja u Vojnoj školi u Targovisteu, te potom u Vojnoj školi u Torinu koju završava 1886. godine. Tijekom školovanja u Italiji upoznaje i svoju buduću suprugu Clotildu Caligaris, inače opernu pjevačicu u milanskoj Scali. U međuvremenu se, od 1881. godine nalazi na službi u 1. pukovniji, nakon čega je premješten u 6. konjičku pukovniju u Focsaniju. Godine 1889. unaprijeđen je u čin satnika, u čin bojnika promaknut je 1894. godine, dok je čin potpukovnika dostigao 1898. godine.
Godine 1894. Averescu postaje ravnateljem Vojne akademije u Bukureštu. Navedenu dužnost obnaša jednu godinu, do 1895. godine kada je imenovan vojnim atašeom u Njemačkom Carstvu. Od 1899. godine nalazi se na položaju načelnika operativnog odjela Glavnog stožera koju dužnost obnaša do 1904. godine. U međuvremenu je, godine 1901. promaknut u čin pukovnika, dok je u čin brigadnog generala unaprijeđen u svibnju 1906. godine. Te iste godine postaje zapovjednikom vojnog okruga u Tecuciju. 
U ožujku 1907. godine Averescu sudjeluje u gušenju seljačkog ustanka koji je uzrokovao i pad vlade. U novoj vladi Dimitrija Sturdze obnaša dužnost ministra rata do 1909. godine. Nakon toga obnaša dužnost zapovjednika 1. divizije smještene u Turnu Severinu, te potom zapovjednika II. korpusa sa sjedištem u Craiovi. U studenom 1911. godine postaje načelnikom Glavnog stožera. U tom svojstvu koordinira vojnim operacijama rumunjske vojske u Drugom balkanskom ratu. Dužnost načelnika Glavnog stožera obnaša do prosinca 1913. godine kada ga na tom mjestu zamjenjuje Constantin Cristescu. U međuvremenu je, u travnju 1912. godine promaknut u čin general bojnika. Od prosinca 1913. godine Averescu obnaša dužnost zapovjednika I. korpusa na kojoj dužnosti se nalazi i u trenutku ulaska Rumunjske u rat.

## Prvi svjetski rat
Nakon ulaska Rumunjske u rat Averescu je imenovan zapovjednikom 2. armije. Zadatak 2. armije je bio da prodre u Transilvaniju, te je u početku ista dobro napredovala. Međutim, zbog pada Turtucaiae i prodora bugarsko-njemačkih snaga u Dobrudžu Averescu je dodijeljeno zapovjedništvo nad Grupom armija Jug sa zadatkom da zaustavi bugarsko-njemačko napredovanje. Averescu je isplanirao iskrcavanje rumunjskih jedinica preko Dunava kako bi iza leđa napale i okružile bugarsko-njemačke snage, te su u tu svrhu dopremljena pojačanja iz Transilvanije. Međutim, Flamandski manevar kako se naziva navedena operacija, pretrpjela je neuspjeh zbog loših vremenskih prilika, jakog neprijateljskog otpora, te uništenja pontonskih mostova od strane austrougarskih monitora.
Nakon neuspjeha kod Flamande, Grupa armija Jug je raspuštena, a Averescu se 25. rujna 1916. godine vratio na mjesto zapovjednika 2. armije. Svoju vojnu reputaciju obnovio je i očuvao u uspješnom povlačenju jedinica 2. armije preko Karpata u Moldaviju tako da je 2. armija bila jedina veća vojna jedinica koja je zadržala svoj vojni ustroj. U siječnju 1917. godine Averescu je promaknut u čin generala korpusa, nakon čega sudjeluje u reorganizaciji rumunjske vojske koja se morala povući s većeg dijela svoga teritorija. Nakon reorganizacije, tijekom 1917. godine Averescu zapovijedajući 2. armijom uspješno sudjeluje u Bitci kod Marastija, te potom u Bitci kod Marasestija kojom još više podiže svoju vojnu reputaciju.

Kralj Ferdinand I. dana 29. siječnja 1918. godine imenuje Averescua predsjednikom Vlade. U tom svojstvu Averescu 20. veljače 1918. godine nakon dugih i teških pregovora s Centralnim silama potpisuje primirje u Buftei. Međutim, kako je kralj smatrao da su uvjeti primirja loši i nepovoljni za Rumunjsku, 27. veljače 1918. godine Averescua razrješuje dužnosti predsjednika Vlade, te za novog mandatara određuje Alexandrua Marghilomana.

## Politička karijera
U proljeće 1918. godine Averescu napušta vojsku, te se počinje intenzivnije baviti politikom. Osniva Narodnu ligu koja je kasnije preimenovana u Narodnu stranku s kojom je sa svojom populističkom politikom bio iznimno popularan među seljačkom populacijom kojima se obećavalo provođenje agrarne reforme. Tijekom političke krize početkom 1920. godine Averescu 20. ožujka 1920. godine postaje predsjednikom Vlade. Na izborima koji su održani u svibnju te iste godine njegova stranka dobiva većinu, tako da Averescu samostalno formira Vladu. Tijekom mandata međutim, ne opravdava očekivanja koja su u njega ulagana. Iako je proveo monetarne i financijske reforme, agrarna reforma nije provedena sukladno Averescuovim obećanjima, što je uzrokovalo njegov pad popularnosti posebice kod seljaka koji su ga do tada u velikoj većini podržavali. Averescu je dužnost predsjednika vlade obnašao do 13. prosinca 1921. godine kada je zbog političke krize odstupio s mjesta premijera.

Averescu se na mjesto predsjednika Vlade vraća 30. ožujka 1926. godine kada ga kralj Ferdinand na iznenađenje javnosti ponovno imenuje za premijera. Averescu organizira izbore u kojima osvaja tijesnu većinu. Averescov treći mandat na mjestu predsjednika Vlade karakterizira sklapanje sporazuma s fašističkom Italijom, te sve veće približavanje desnim političkim grupacijama. Averescu je prisiljen odstupiti s mjesta predsjednika vlade 4. lipnja 1927. godine nakon što je otkriveno da u tajnosti pregovara s Karolom o povratku na rumunjsko prijestolje. 
Na izborima koji su održani u srpnju 1927. godine Averescu je doživio težak politički poraz jer njegova Narodna stranka nije uspjela prijeći izborni prag koji je iznosio 2%. Averescu, iako senator, sve više gubi politički utjecaj, jednako kao i njegova stranka koja se počinje dijeliti. Averescu je bio veliki zagovaratelj povratka Karola na rumunjsko prijestolje što se i dogodilo 8. lipnja 1930. godine. Nekoliko mjeseci poslije, 25. listopada 1930. godine novi kralj je Averescuu dodijelio titulu maršala. Godine 1937., iako tada u lošim odnosima s kraljem, imenovan je u Kraljevsko vijeće. Iduće, 1938. godine, tijekom veljače i ožujka obnaša dužnost ministra bez lisnice u Vladi Mirona Cristee.

## Smrt i pogreb
Alexandru Averescu preminuo je 2. listopada 1938. godine u 80. godini života u Bukureštu. Pokopan je u kripti Mauzoleja Marasti podignutom u čast poginulih u Bitci kod Marastija.

## Vanjske poveznice
(eng.) Alexandru Averescu na stranici Firstworldwar.com

(rum.) Alexandru Averescu na stranici Enciclopediaromaniei.ro

(rus.) Alexandru Averescu na stranici Hrono.ru
| Prethodnik nitko | Zapovjednik 2. armije Alexandru Averescu | Nasljednik Grigore Crainiceanu |

| Prethodnik Grigore Crainiceanu | Zapovjednik 2. armije Alexandru Averescu | Nasljednik Artur Vaitoianu |